# 答纳失里
答纳失里（1320年—1335年），钦察部人，元惠宗（元顺帝）第一任皇后，太师、太平王燕铁木儿的女儿。
至顺四年（1333年）立为皇后。元统二年（1334年）受册宝。册文曰：

天之元统二气，配莫厚于坤仪；月之道循右行，明周贞于乾曜。若昔帝王之宅后，居多辅相之世勋。盖选德于亢宗，亦畴庸于先正。造周资任、姒之化，兴汉表马、邓之功。咨尔皇后钦察氏，雍肃惠慈，谦裕静淑。乃祖乃父，夙坚翼亮之心；于国于家，实获修齐之助。朕缵丕图之初载，亲承太后之睿谟。眷我元臣，简兹硕媛。相严禘而率典，奉慈极以愉颜。用彰祎翟之华，式著旗常之旧。令摄太尉某官授以玉册宝章，命尔为皇后。备成嘉礼，宏贲太猷。於戏！嵩高生贤，予笃怀于良佐；《关雎》正始，尔勉嗣于徽音。永锡寿康，昭示悠久。

元统三年（1335年），其兄御史大夫唐其势因谋叛乱被杀，其弟塔拉海因牵连密藏后宫，皇后用衣服掩蔽，其弟被发现后，答纳失里被赶出皇宫，在开平民舍被丞相伯颜用酒毒死，答納失里逝去時年約15歲。

## 相關影視作品

### 電視劇
| 年份 | 電視台 | 劇名   | 演員   | 剧中姓名 | 劇中稱謂 |
| 2013 | MBC    | 奇皇后 | 白珍熙 | 答納失里 | 皇后娘娘 |

## 延伸阅读
[在维基数据编辑]
 《元史·卷114》，出自宋濂《元史》
 《新元史/卷104》，出自柯劭忞《新元史》